# Fumaces y Trepa
Fumaces y Trepa (llamada oficialmente Santa María de Fumaces e A Trepa) es una parroquia del municipio español de Villardevós, en la provincia de Orense, Galicia.

## Toponimia
La parroquia también es conocida por los nombres de Santa María de Fumaces e Trepa y Santa María de Fumaces y Trepa.

## Organización territorial
La parroquia está formada por una entidad de población:
- Feilas

## Demografía
| Gráfica de evolución demográfica de Fumaces y Trepa entre 2000 y 2023 |
|                                                                       |
| Datos según el nomenclátor publicado por el INE.                      |